# Suburbia
«Suburbia» (с англ. — «Пригород») — песня британской поп-группы Pet Shop Boys. В 1986 году она была выпущена в качестве последнего сингла с альбома Please, который достиг 8-го места в британском музыкальном чарте и стал вторым синглом дуэта, попавшим в его верхнюю десятку.
Сюжет «Suburbia» основан на одноимённом фильме Пенелопы Сфирис, выпущенным в 1984 году. Это рассказ про насилие, беспорядки и вандализм в пригородах.

## Бисайды
«Suburbia» стала первым синглом Pet Shop Boys, к которому шло два бисайда: первым была песня «Jack The Lad», музыка и слова к которой была написана Нилом Теннантом, вторым — композиция Криса Лоу «Paninaro», песня про итальянский культ Paninari. «Paninaro» стала первой песней дуэта, в которой вокальную партию исполнял Лоу (Теннант пел только припев). В Италии эта песня вышла синглом и на неё был снят клип.

## Список композиций

### 7" Parlophone / R 6140 (UK)
1. «Suburbia» (New Version) [7" Mix] (3:59)
2. «Paninaro» (4:40)

### 2x7" Parlophone / RD 6140 (UK)
1. «Suburbia» (New Version) [7" Mix] (3:59)
2. «Paninaro» (4:40)
3. «Love Comes Quickly» (Shep Pettibone Mastermix — Early Fade) (6:20)
4. «Jack The Lad» (4:30)
5. «Suburbia» (Pt.2) (2:20)

### 12" Parlophone / 12R 6140 (UK)
1. «Suburbia» (The Full Horror) [12" Mix] (8:55)
2. «Paninaro» (4:40)
3. «Jack The Lad» (4:30)

### 12" EMI Manhattan / SPRO — 9925/9926 (US)
1. «Suburbia» (Club Vocal) (7:10)
2. «Suburbia» (Arthur Baker Dub) (7:58)

## Высшие позиции в чартах

### Еженедельный чарт
| Чарт (1986–1987)                    | Высшая позиция |
| ----------------------------------- | -------------- |
| Австрия (Ö3 Austria Top 40)         | 9              |
| Бельгия/Фландрия (Ultratop 50)      | 1              |
| Европа (European Hot 100 Singles)   | 11             |
| Финляндия (Suomen virallinen lista) | 13             |
| Ирландия (IRMA)                     | 3              |
| Нидерланды (Dutch Top 40)           | 2              |
| Нидерланды (Single Top 100)         | 3              |
| Новая Зеландия (Recorded Music NZ)  | 5              |
| Испания (AFYVE)                     | 2              |
| Швеция (Sverigetopplistan)          | 6              |
| Швейцария (Schweizer Hitparade)     | 3              |
| Великобритания (OCC UK Singles)     | 8              |
| США (Billboard Hot 100)             | 70             |
| США (Billboard Dance Club Songs)    | 46             |
| США (Billboard Dance Singles Sales) | 37             |
| США Cash Box Top 100 Singles        | 79             |
| ФРГ (GfK)                           | 2              |

### Годовой чарт
| Чарт (1987)                                | Позиция |
| ------------------------------------------ | ------- |
| Бельгия (Ultratop 50 Flanders)             | 55      |
| UK Singles (OCC)                           | 80      |
| Западная Германия (Official German Charts) | 55      |